# Ford Territory
Der Ford Territory ist ein SUV von Ford. Zwischen 2004 und 2016 wurde das Fahrzeug in Australien verkauft. 2018 führte Ford in China ein neues Modell unter dem gleichen Namen ein. Außerdem wird der seit 2022 in China gefertigte Equator Sport auf Exportmärkten als Ford Territory vermarktet.

## Australien (2004–2016)

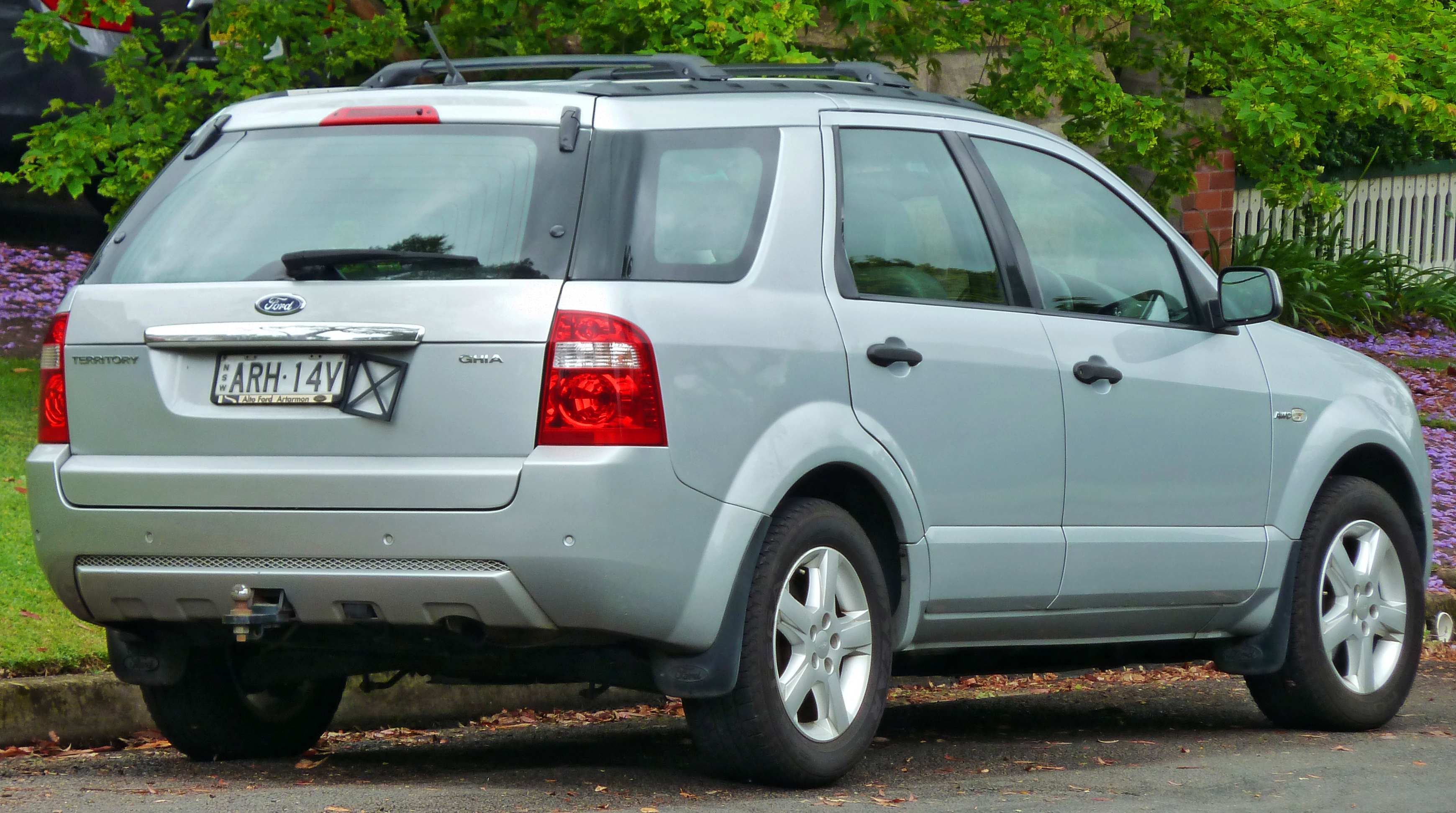
Ford Territory (SX) Ghia

Der australische Ford Territory ist ein Crossover-SUV, der auf der EA169-Plattform des BA Falcon im April 2004 herausgebracht wurde. Seine Code-Nr. lautet E265. Er wurde 2004 zum Wheels Car of the Year gewählt, wobei die Autotester sein PKW-ähnliches Handling und seine Praktikabilität priesen. Ford hatte nachweislich 500 Mio. AU-$ über vier Jahre in dessen Entwicklung investiert. Er wird auf dem gleichen Montageband gefertigt wie der Falcon. Viele Leute erwarteten, dass der Territory den Falcon-Kombi ersetzen würde, aber beide Fahrzeuge werden weiterhin gefertigt, weil der Territory mehr von privaten Käufern gewünscht wird, während der Falcon-Kombi eher für Fahrzeugflotten geordert wird.
Es gibt ein Grundmodell mit Hinterradantrieb und eine allradgetriebene Variante als einfaches TX-Modell oder als besser ausgestattete TS- oder Ghia-Modelle. Einen DVD-Spieler gibt es auf Wunsch in allen Modellen. Der Territory hat bei den TS- und Ghia-Modellen serienmäßig und beim TX-Modell auf Wunsch als erstes Auto aus australischer Produktion Seitenairbags.
Es gibt Modelle mit fünf Sitzen (in zwei Reihen) oder mit sieben Sitzen (in drei Reihen). Die Sitzreihen sind so angeordnet, dass die hintere am höchsten ist. Sie sind zusammenklappbar und verschwinden dann komplett im Fahrzeugboden.
Das erste Modell hieß SX und wurde von 2004 bis 2005 gefertigt. Sein Motor war die 4,0-l-R6-DOHC-Ford-Barra-Maschine des Falcon, die 182 kW (245 bhp) entwickelt.
Allradgetriebene Modelle haben auf Wunsch ein HDC-System, das mit Hilfe des ABS die Bergabfahrt bremst. Das System wurde vom Land Rover übernommen.
Die Fahrzeuge für Australien und Neuseeland unterscheiden sich geringfügig: Die neuseeländischen Modelle haben Stoßfänger in Wagenfarbe und Aluminiumfelgen, auch das Grundmodell. Das Scheinwerferarrangement erinnert an Juwelen in einer schwarzen Schachtel. In Neuseeland gibt es nur die Grundversion mit Hinterradantrieb, die anderen Versionen haben Allradantrieb, während in Australien alle Versionen mit Hinterrad- oder Allradantrieb erhältlich sind.
Die Erscheinung des Territory ähnelt dem des Ford Taurus X in den USA. Beide Fahrzeuge haben deutliche Ähnlichkeiten im Styling – eine Tatsache die nach Meinung der Konzernzentrale in Dearborn für den Verkaufserfolg des Territory verantwortlich ist. Simon Butterworth, der Architekt der Überarbeitung des Falcon 2003, entwarf auch den Territory, kooperierte aber auch mit J Mays in den USA, sodass eine globale Ford-„DNS“ entstand. Marcus Hotblack schuf die Innenausstattung des Territory, wobei er sich die Qualität des Schweizer Taschenmessers als Beispiel nahm. So weist der Wagen Details auf wie flexible Becherhalter und Handtaschenhalter für weibliche Fahrer, da man herausfand, dass viele Käufer von SUVs Frauen sind.
Ab 2005 wurde der Territory in Südafrika angeboten, ab 2006 auch in Thailand, wobei in Thailand nur das Allradmodell in Ghia-Ausstattung verkauft wird.
Ein überarbeitetes SY-Modell kam im Oktober 2005 und war mit einer 6-stufigen Getriebeautomatik von ZF Friedrichshafen bei allen Allradmodellen und einer erhöhten Motorleistung von 190 kW (255 bhp) ausgestattet. Dieses Modell hat eine Rückfahrkamera (serienmäßig im Ghia und auf Wunsch im TS). Auch diese Kamera wurde hier zum ersten Mal bei einem australischen Fahrzeug angeboten.
Mitte 2006 führte Ford Australien eine Turbovariante des Motors ein. Der Turbo sorgte für 245 kW (329 bhp) und ein Drehmoment von 480 Nm.
In Australien tritt der Ford Territory z. B. gegen den Toyota Kluger, den Subaru B9 Tribeca und den Nissan Murano an.
Der schnellste Ford Territory Turbo wurde von CV Performance entwickelt; er schaffte die Viertelmeile in 11,2 s und erreichte dabei eine Spitzengeschwindigkeit von 196 km/h.

### FPV F6X
Von Januar 2008 bis Juni 2009 war der Territory von FPV auch als F6X erhältlich. Er besitzt den Turbomotor des FPV F6 mit 270 kW und beschleunigt in 5,9 s  von 0–100 km/h. Der F6X ist die FPV-Version des Ford Territory Turbo Ghia; seine volle Bezeichnung ist F6 X 270.

### Renn- und Wettbewerbserfolge
- Sieger beim New Zealand Automobile Association 'AA Motoring Excellence Supreme Award (Ford SY Territory) 2006
- Sieger beim New Zealand Automobile Association 'AA Motoring Excellence Award (Ford Territory TX AWD) 2005
- Sieger beim SOCIETY OF AUTOMOTIVE ENGINEERS - AUSTRALASIA 'Automotive Engineering Excellence Awards 2005
- Sieger bei Australia's Best Cars (Territory GHIA AWD - Bester Freizeit-Allradwagen) 2005
- Sieger bei Wheels Automotive Design Award (WADA) - Beste Innenausstattung 2005
- Sieger bei Australia's Best Recreational Four Wheel Drive (Territory TX AWD) 2004
- Sieger bei Wheels Car of the Year 2004
- Sieger beim Australian Design Award 2004
- Sieger bei Australia's Best Cars (Territory TX AWD - Bester Freizeit-Allradwagen) 2004
- Sieger beim News Limited 'Star Car' Award.
- Sieger bei Courier Mail (Queensland) COTY Bester Familienwagen (Territory RWD)
- Sieger bei Courier Mail (Queensland) COTY Bester Freizeitwagen (Territory AWD)

## China und Südamerika (2018–2024)

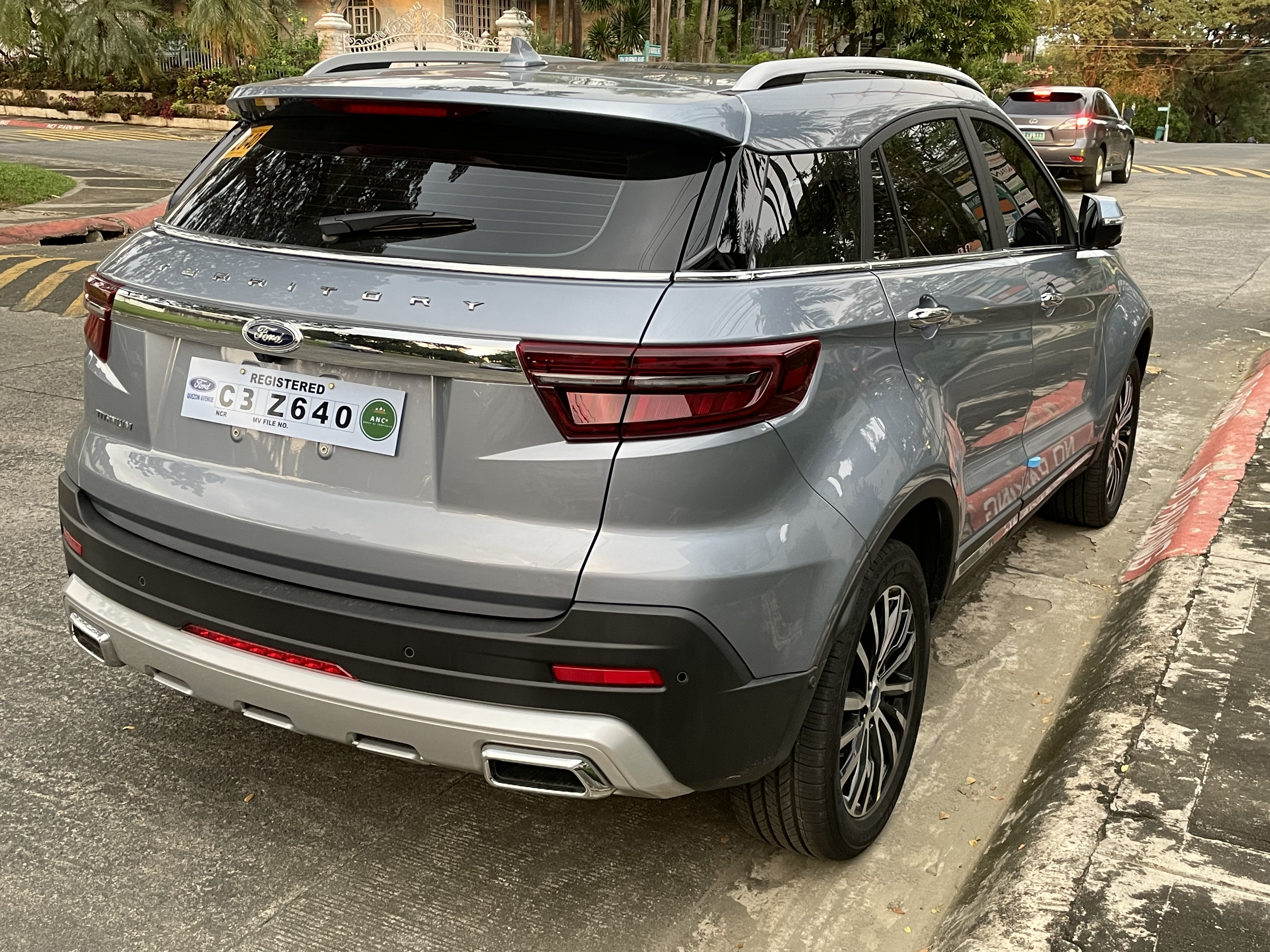
Heckansicht

2018 präsentierte Ford für den chinesischen Markt einen neuen Territory. Er basiert auf dem Yu Sheng S330. Im Juni 2019 präsentierte Ford mit dem Territory EV auch eine batterieelektrisch angetriebene Variante. Der Verkauf der batterieelektrisch angetriebenen Variante, die ausschließlich für den chinesischen Markt bestimmt war, startete am 24. August 2020. Der Territory EV besitzt einen Elektroantrieb mit einer Spitzenmotorleistung von 120 kW (163 PS), der durch eine flüssigkeitsgekühlte Traktionsbatterie mit einer Ladekapazität von 49,14 kWh mit Energie versorgt wird. Damit soll eine NEFZ-Reichweite von 360 Kilometern ermöglicht werden. Das Maximaldrehmoment beträgt 280 Newtonmeter. Auf dem südamerikanischen Markt war ein 1,5-Liter-Turbo-Ottomotor mit 110 kW (150 PS) und 224 Nm mit einem CVT-Getriebe erhältlich.
|                                                     | EcoBoost 145                  | EV                            | EV                            |
| --------------------------------------------------- | ----------------------------- | ----------------------------- | ----------------------------- |
| Bauzeitraum                                         | 12/2018–01/2024               | 08/2019–09/2020               | 09/2020–01/2024               |
| Motorkenndaten                                      |                               |                               |                               |
| Motorart                                            | Ottomotor                     | Elektromotor                  | Elektromotor                  |
| Motorbauart                                         | Reihen-Vierzylinder-Motor     | —                             | —                             |
| Motoraufladung                                      | Turbolader                    | —                             | —                             |
| Hubraum                                             | 1490 cm³                      | —                             | —                             |
| max. Leistung bei min−1                             | 105 kW (143 PS) / 4500–5200   | 120 kW (163 PS)               | 120 kW (163 PS)               |
| max. Drehmoment bei min−1                           | 225 Nm / 1500–4000            | 280 Nm                        | 280 Nm                        |
| Kraftübertragung                                    |                               |                               |                               |
| Antrieb                                             | Vorderradantrieb              | Vorderradantrieb              | Vorderradantrieb              |
| Getriebe, serienmäßig                               | 6-Gang-Schaltgetriebe         | Festes Übersetzungsverhältnis | Festes Übersetzungsverhältnis |
| Getriebe, optional                                  | (Stufenloses Getriebe)        | —                             | —                             |
| Messwerte                                           |                               |                               |                               |
| Höchstgeschwindigkeit                               | 188 km/h (178 km/h)           | 150 km/h                      | 150 km/h                      |
| Beschleunigung, 0–100 km/h                          | k. A. (10,6 s)                | 9,3 s                         | 9,5 s                         |
| Kraftstoff-/Energieverbrauch auf 100 km(kombiniert) | 6,7 l Super (6,3–6,7 l Super) | 14,9 kWh                      | 13,9 kWh                      |
| Tankinhalt                                          | 52 l                          | —                             | —                             |
| Energieinhalt Antriebsbatterie                      | —                             | 49,1 kWh                      | 60,4 kWh                      |
| elektrische Reichweite                              | —                             | 360 km                        | 435 km                        |